# Discographie de Kelly Rowland
 (mai 2012).
Le contenu est difficilement compréhensible vu les erreurs de traduction, qui sont peut-être dues à l'utilisation d'un logiciel de traduction automatique.
La discographie de Kelly Rowland, chanteuse de RnB américaine, comprend l'ensemble des disques publiés au cours de sa carrière. Ce sont donc huit albums dont deux EP et trois compilations et quarante-deux singles. Elle a vendu près de 60 millions de disques avec les Destiny's Child et près de 55 millions durant sa carrière solo,.
Elle a remporté quatre Grammy Awards et possède son étoile sur le Walk of Fame avec les Destiny's Child.

## Albums

### Studio
| Titre                                                                                           | Classements | Classements | Classements | Classements | Classements | Classements | Classements | Classements | Classements | Classements | Ventes mondiales | Certifications |
| Titre                                                                                           | É-U         | É-U R&B     | R-U         | R-U R&B     | AUS         | IRL         | FRA         | ALL         | N-Z         | SUI         | Ventes mondiales | Certifications |
| ----------------------------------------------------------------------------------------------- | ----------- | ----------- | ----------- | ----------- | ----------- | ----------- | ----------- | ----------- | ----------- | ----------- | ---------------- | -------------- |
| Simply Deep - Sortie : 22 octobre 2002 - Label : Columbia/Sony Music                            | 12          | 3           | 1           | —           | 5           | 2           | 47          | 14          | 7           | 17          | WW : 3 000 000   | - Or           |
| Ms. Kelly - Sortie : 22 juin 2007 - Label : Columbia/Sony Music                                 | 6           | 2           | 23          | —           | 44          | 46          | 88          | 80          | —           | 38          | WW : 2 000 000   |                |
| Here I Am - Sortie : 26 juillet 2011 - Label : Universal Motown                                 | 3           | 1           | 43          | 8           | 61          | —           | —           | —           | —           | 69          | USA : 270 000    |                |
| Talk a Good Game - Sortie : 14 juin 2013 - Label : Universal Republic                           | 4           | 4           | 80          | 7           | —           | —           | —           | —           | —           | 74          | WW : 215 000     |                |
| "—" signifie que l'album n'est pas entré dans le classement ou n'a pas été publié dans ce pays. |             |             |             |             |             |             |             |             |             |             |                  |                |

### EP
- 2008 : Ms. Kelly: Diva Deluxe
- 2008 : Ms. Kelly Digital Ep
- 2019 : The Kelly Rowland Edition

### Compilations
- 2010 : Simply Deep/Ms. Kelly Deluxe
- 2010 : Work: The Best of Kelly Rowland
- 2011 : Playlist:The Very Best of Kelly Rowland

## Chansons

### Singles
| Année                                                                                             | Titre                                                    | Meilleur position dans les classements | Meilleur position dans les classements | Meilleur position dans les classements | Meilleur position dans les classements | Meilleur position dans les classements | Meilleur position dans les classements | Meilleur position dans les classements | Meilleur position dans les classements | Meilleur position dans les classements | Meilleur position dans les classements | Meilleur position dans les classements | Meilleur position dans les classements | Meilleur position dans les classements | Certifications                                                         | Album                                                           |
| Année                                                                                             | Titre                                                    | É-U                                    | É-U R&B ,                              | É-U Dance ,                            | AUS ,                                  | R-U                                    | R-U R&B                                | R-U Dance                              | IRL                                    | ALL                                    | FRA                                    | N-Z                                    | SUI                                    | ITA                                    | Certifications                                                         | Album                                                           |
| ------------------------------------------------------------------------------------------------- | -------------------------------------------------------- | -------------------------------------- | -------------------------------------- | -------------------------------------- | -------------------------------------- | -------------------------------------- | -------------------------------------- | -------------------------------------- | -------------------------------------- | -------------------------------------- | -------------------------------------- | -------------------------------------- | -------------------------------------- | -------------------------------------- | ---------------------------------------------------------------------- | --------------------------------------------------------------- |
| Album singles                                                                                     |                                                          |                                        |                                        |                                        |                                        |                                        |                                        |                                        |                                        |                                        |                                        |                                        |                                        |                                        |                                                                        |                                                                 |
| 2002                                                                                              | Dilemma (ft. Nelly)                                      | 1                                      | 1                                      | —                                      | 1                                      | 1                                      | 1                                      | —                                      | 1                                      | 1                                      | 6                                      | 2                                      | 1                                      | 3                                      | - 3 × Platine - : Or - : Or - : Or - : Platine - : Platine - : Platine | Simply Deep                                                     |
| 2002                                                                                              | Stole                                                    | 27                                     | 54                                     | —                                      | 2                                      | 2                                      | —                                      | —                                      | 3                                      | 15                                     | 53                                     | 3                                      | 9                                      | 12                                     | - : Platine - : Or - : Or                                              | Simply Deep                                                     |
| 2003                                                                                              | Can't Nobody                                             | 97                                     | 72                                     | —                                      | 13                                     | 5                                      | —                                      | —                                      | 15                                     | 66                                     | —                                      | 38                                     | 37                                     | —                                      | : Or                                                                   | Simply Deep                                                     |
| 2003                                                                                              | Une femme en prison (Stomy Bugsy ft. Kelly Rowland)      | —                                      | —                                      | —                                      | —                                      | —                                      | —                                      | —                                      | —                                      | —                                      | 62                                     | —                                      | —                                      | —                                      |                                                                        | Simply Deep                                                     |
| 2003                                                                                              | Train on a Track                                         | —                                      | —                                      | —                                      | 61                                     | 20                                     | —                                      | —                                      | 44                                     | 93                                     | —                                      | —                                      | 67                                     | —                                      |                                                                        | Simply Deep                                                     |
| 2007                                                                                              | Like This (ft. Eve)                                      | 30                                     | 7                                      | 1                                      | 13                                     | 4                                      | —                                      | —                                      | 5                                      | —                                      | —                                      | 11                                     | 77                                     | —                                      | : Argent                                                               | Ms.Kelly Standard Edition Ms. Kelly Deluxe                      |
| 2007                                                                                              | Comeback                                                 | —                                      | —                                      | —                                      | —                                      | —                                      | —                                      | —                                      | —                                      | —                                      | —                                      | —                                      | —                                      | —                                      |                                                                        | Ms.Kelly Standard Edition Ms. Kelly Deluxe                      |
| 2007                                                                                              | Ghetto (ft. Snoop Dogg)                                  | —                                      | 109                                    | —                                      | —                                      | —                                      | —                                      | —                                      | —                                      | —                                      | —                                      | —                                      | —                                      | —                                      |                                                                        | Ms.Kelly Standard Edition Ms. Kelly Deluxe                      |
| 2008                                                                                              | Work                                                     | —                                      | —                                      | —                                      | 6                                      | 4                                      | 1                                      | —                                      | 12                                     | 25                                     | 4                                      | 10                                     | 8                                      | 6                                      | - : Platine - : Platine - : Or                                         | Ms.Kelly Standard Edition Ms. Kelly Deluxe                      |
| 2009                                                                                              | Daylight (ft. Travie McCoy)                              | —                                      | —                                      | 4                                      | 43                                     | 14                                     | —                                      | —                                      | 43                                     | —                                      | —                                      | —                                      | —                                      | —                                      |                                                                        | Ms.Kelly Standard Edition Ms. Kelly Deluxe                      |
| 2009                                                                                              | When Love Takes Over (David Guetta ft. Kelly Rowland)    | 76                                     | —                                      | 1                                      | 6                                      | 1                                      | —                                      | 1                                      | 1                                      | 2                                      | 2                                      | 7                                      | 1                                      | 1                                      | - : 2 × Platine - : Platine - : Platine - : Or - : Or - ; Or           | Here I Am Standard Edition Deluxe Edition International Edition |
| 2010                                                                                              | Commander (ft. David Guetta)                             | —                                      | —                                      | 1                                      | 61                                     | 9                                      | -                                      | 2                                      | 13                                     | 16                                     | 54                                     | 16                                     | 46                                     | —                                      | * : Or - : Argent                                                      | Here I Am Standard Edition Deluxe Edition International Edition |
| 2010                                                                                              | Rose Colored Glasses                                     | —                                      | —                                      | —                                      | —                                      | —                                      | —                                      | —                                      | —                                      | —                                      | —                                      | —                                      | —                                      | —                                      |                                                                        | Here I Am Standard Edition Deluxe Edition International Edition |
| 2010                                                                                              | Forever and a Day                                        | —                                      | —                                      | —                                      | —                                      | 49                                     | —                                      | —                                      | —                                      | —                                      | —                                      | —                                      | —                                      | —                                      |                                                                        | Here I Am Standard Edition Deluxe Edition International Edition |
| 2011                                                                                              | Motivation (ft. Lil Wayne)                               | 17                                     | 1                                      | —                                      | —                                      | 169                                    | 38                                     | —                                      | —                                      | —                                      | 14                                     | —                                      | —                                      | —                                      | : 2 × Platine,                                                         | Here I Am Standard Edition Deluxe Edition International Edition |
| 2011                                                                                              | What a Feeling (Alex Gaudino ft. Kelly Rowland)          | —                                      | —                                      | 26                                     | —                                      | 6                                      | —                                      | 3                                      | 38                                     | 84                                     | —                                      | —                                      | —                                      | —                                      |                                                                        | Here I Am Standard Edition Deluxe Edition International Edition |
| 2011                                                                                              | Lay It on Me (ft. Big Sean)                              | 109                                    | 43                                     | —                                      | —                                      | 69                                     | 19                                     | —                                      | —                                      | —                                      | —                                      | —                                      | —                                      | —                                      |                                                                        | Here I Am Standard Edition Deluxe Edition International Edition |
| 2011                                                                                              | Down for Whatever (ft. The WAV.s)                        | —                                      | —                                      | —                                      | —                                      | 6                                      | —                                      | 3                                      | 16                                     | 31                                     | —                                      | —                                      | 62                                     | —                                      |                                                                        | Here I Am Standard Edition Deluxe Edition International Edition |
| 2012                                                                                              | Ice (ft. Lil Wayne)                                      | 88                                     | 24                                     | —                                      | —                                      | —                                      | —                                      | —                                      | —                                      | —                                      | —                                      | —                                      | —                                      | —                                      |                                                                        | Talk A Good Game                                                |
| 2013                                                                                              | Kisses Down Low                                          | 72                                     | 25                                     | —                                      | —                                      | —                                      | —                                      | —                                      | —                                      | —                                      | —                                      | —                                      | —                                      |                                        |                                                                        | Talk A Good Game                                                |
| 2013                                                                                              | Dirty Laudry                                             | —                                      | —                                      | —                                      | —                                      | —                                      | —                                      | —                                      | —                                      | —                                      | —                                      | —                                      | —                                      |                                        |                                                                        | Talk A Good Game                                                |
| Featured singles                                                                                  |                                                          |                                        |                                        |                                        |                                        |                                        |                                        |                                        |                                        |                                        |                                        |                                        |                                        |                                        |                                                                        |                                                                 |
| 2000                                                                                              | Separated (Avant ft. Kelly Rowland)                      | 23                                     | 1                                      | —                                      | —                                      | —                                      | —                                      | —                                      | —                                      | —                                      | —                                      | —                                      | —                                      | —                                      |                                                                        | My Thoughts                                                     |
| 2005                                                                                              | Here We Go (Trina ft. Kelly Rowland)                     | 17                                     | 8                                      | —                                      | 15                                     | —                                      | —                                      | —                                      | —                                      | —                                      | —                                      | 17                                     | —                                      | —                                      | : Or                                                                   | Glamorest Life                                                  |
| 2008                                                                                              | No Future in the Past (Nâdiya ft. Kelly Rowland)         | —                                      | —                                      | —                                      | —                                      | —                                      | —                                      | —                                      | —                                      | —                                      | 51                                     | —                                      | —                                      | —                                      |                                                                        | Electron Libre                                                  |
| 2009                                                                                              | Breathe Gentle (Tiziano Ferro ft. Kelly Rowland)         | —                                      | —                                      | —                                      | —                                      | —                                      | —                                      | —                                      | —                                      | —                                      | —                                      | —                                      | —                                      | 2                                      |                                                                        | Alla Mia Età                                                    |
| 2010                                                                                              | Invincible (Tinie Tempah ft. Kelly Rowland)              | —                                      | —                                      | —                                      | 12                                     | 11                                     | 4                                      | —                                      | 13                                     | 39                                     | —                                      | 5                                      | 33                                     | 31                                     | : Platine                                                              | Disc-Overy                                                      |
| 2011                                                                                              | Gone (Nelly ft. Kelly Rowland)                           | 113                                    | 59                                     | —                                      | 55                                     | 58                                     | 19                                     | —                                      | —                                      | —                                      | —                                      | —                                      | —                                      | —                                      |                                                                        | 5.0                                                             |
| 2011                                                                                              | Castle Made of Sand (Pitbull ft. Kelly Rowland)          | —                                      | —                                      | —                                      | —                                      | —                                      | —                                      | —                                      | —                                      | —                                      | —                                      | 37                                     | —                                      | —                                      |                                                                        | Planet Pit                                                      |
| 2011                                                                                              | Favor (Lonny Bereal ft. Kelly Rowland)                   | —                                      | 83                                     | —                                      | —                                      | —                                      | —                                      | —                                      | —                                      | —                                      | —                                      | —                                      | —                                      | —                                      |                                                                        | TBA                                                             |
| 2011                                                                                              | Boo Thang (Verse Simmonds ft. Kelly Rowland)             | —                                      | 44                                     | —                                      | —                                      | —                                      | —                                      | —                                      | —                                      | —                                      | —                                      | —                                      | —                                      | —                                      |                                                                        | TBA                                                             |
| 2012                                                                                              | How Deep Is Your Love (Sean Paul ft. Kelly Rowland)      | —                                      | —                                      | —                                      | —                                      | —                                      | —                                      | —                                      | —                                      | —                                      | —                                      | —                                      | 72                                     | —                                      |                                                                        | Tomahawk Technique                                              |
| 2012                                                                                              | Representing (Ludacris ft. Kelly Rowland)                | 97                                     | 28                                     | —                                      | —                                      | —                                      | —                                      | —                                      | —                                      | —                                      | —                                      | —                                      | —                                      | —                                      |                                                                        | Ludaversal                                                      |
| 2012                                                                                              | Mama Told Me (Big Boi ft. Kelly Rowland)                 | —                                      | —                                      | —                                      | —                                      | —                                      | —                                      | —                                      | —                                      | —                                      | —                                      | —                                      | —                                      | —                                      |                                                                        | Vicious Lies and Dangerous Rumors                               |
| 2012                                                                                              | Neva End (remix) (Future ft. Kelly Rowland)              | 52                                     | 14                                     | —                                      | —                                      | —                                      | —                                      | —                                      | —                                      | —                                      | —                                      | —                                      | —                                      | —                                      |                                                                        | Pluto 3D                                                        |
| 2013                                                                                              | One Life (Madcon ft. Kelly Rowland)                      | —                                      | —                                      | —                                      | —                                      | —                                      | —                                      | —                                      | —                                      | —                                      | —                                      | —                                      | —                                      | —                                      |                                                                        | Icon                                                            |
| 2013                                                                                              | Without Me (Fantasia ft. Kelly Rowland et Missy Elliott) | —                                      | —                                      | —                                      | —                                      | —                                      | —                                      | —                                      | —                                      | —                                      | —                                      | —                                      | —                                      | —                                      |                                                                        | Side Effects of You                                             |
| "—" signifie que le single n'est pas entré dans le classement ou n'a pas été publié dans ce pays. |                                                          |                                        |                                        |                                        |                                        |                                        |                                        |                                        |                                        |                                        |                                        |                                        |                                        |                                        |                                                                        |                                                                 |

## Albums d'autres artistes
| Année | Collaborations                                                             | Album                                 |
| ----- | -------------------------------------------------------------------------- | ------------------------------------- |
| 2000  | "Separated" Kelly Rowland & Avant                                          | My Thoughts                           |
| 2002  | "Dilemma" Nelly ft. Kelly Rowland                                          | Nellyville                            |
| 2003  | "Une femme en prison" Stomy Bugsy feat. Kelly Rowland                      | 4ème Round                            |
| 2003  | "Oh Why" Dirtbag                                                           | Eyes Above Water (unreleased)         |
| 2005  | "This Is How I Feel" Earth, Wind & Fire, f/ Big Boi & Sleepy Brown         | Illumination                          |
| 2005  | "Here We Go" Kelly Rowland & Trina                                         | Glamorest Life                        |
| 2005  | "All That I'm Lookin for" Kitten K. Sera featuring Kelly Rowland & Beyoncé | The Katrina CD                        |
| 2006  | "H'bibi I Love You" Kelly Rowland & Amine                                  | Raï'N'B Fever 2                       |
| 2006  | "You Will Win"                                                             | Spirit Rising Vols. 1 & 2             |
| 2007  | "So Crazy" Bone Thugs-n-Harmony                                            | Live at The House of Blues            |
| 2008  | "No Future in the Past" Nâdiya & Kelly Rowland                             | Electron Libre                        |
| 2009  | "Breathe Gentle" Tiziano Ferro & Kelly Rowland                             | Alla Mia Età                          |
| 2009  | "When Love Takes Over" David Guetta feat. Kelly Rowland                    | One Love                              |
| 2009  | "It's The Way You Love Me" David Guetta feat. Kelly Rowland                | One Love                              |
| 2009  | "Choose" David Guetta feat. Kelly Rowland                                  | One Love                              |
| 2010  | "Wonderful Christmastime"                                                  | Now That's What I Call Christmas! 4   |
| 2011  | "Slow Motion" Travis Porter feat. Kelly Rowland                            | Differenter 3 (Road Trips & Big Tits) |
| 2012  | "Mine Games" Rick Ross                                                     | Rich Forever                          |
| 2012  | "How Deep Is Your Love" Sean Paul feat. Kelly Rowland                      | Tomahawk Technique                    |
| 2013  | "Ain't No Moutain High Enough" Michael Bolton feat. Kelly Rowland          | Ain't No Moutain High Enough          |
| 2013  | "Without You" Fantasia Barrino feat. Missy Eliott & Kelly Rowland          | Side Effects                          |
| 2013  | "Let Me Love You" Pusha T. feat. Kelly Rowland                             | My Name Is My Name                    |
| 2013  | "That High" Pitbull feat. Kelly Rowland                                    | Global warning                        |
| 2013  | "All The Way" R. Kelly feat. Kelly Rowland                                 | Black Panties                         |
| 2014  | "Love Sex Part 2" Joe feat. Kelly Rowland                                  | Bridges                               |
| 2014  | "Say Yes" Michelle Williams feat. Beyoncé Knowles & Kelly Rowland          | Journey To Freedom                    |
| 2014  | "Honey" Adrian Marcel feat. Kelly Rowland                                  | Weak After Next                       |
| 2014  | "Love Stand Still" Beau Vallis feat. Kelly Rowland                         |                                       |

### Bandes originales de films
| Année | Chanson                                                           | Film                       |
| ----- | ----------------------------------------------------------------- | -------------------------- |
| 2000  | "Have Your Way" feat. Beyoncé Knowles                             | His Woman His Wife         |
| 2001  | "Angel"                                                           | Les Pieds sur terre        |
| 2003  | "Train on a Track"                                                | Coup de foudre à Manhattan |
| 2004  | "I'm Beginning to See the Light"                                  | Le Sourire de Mona Lisa    |
| 2004  | "Follow Your Dreams"                                              | The Seat Filler            |
| 2004  | "I Need a Love"                                                   | The Seat Filler            |
| 2005  | "This Is How I Feel" Earth, Wind & Fire f/ Big Boi & Sleepy Brown | Hitch, expert en séduction |
| 2008  | "Love Again"                                                      | Meet the Browns            |
| 2012  | "Need a Reason" feat. Future & Bei Maejor                         | Think Like a Man           |

## Videographie

### DVD
| Album                       | Notes |
| --------------------------- | --- |
| BET Presents Kelly Rowland  | - Sortie : 03/07/2007 - Label : Columbia Records (0003711703542) - Format : CD + DVD - BET imagines, interviews, clips et performance live. |
| Sexy Abs with Kelly Rowland | - Sortie : 15 décembre 2011 - Format : DVD - Workout footage.                                                                               |

### Clips
| Single                  | Année | Réalisateur              | Artiste(s)                                 |
| ----------------------- | ----- | ------------------------ | ------------------------------------------ |
| "Separated (Remix)"     | 2000  | J. Jesses Smith          | Avant (feat. Kelly Rowland)                |
| "Dilemma"               | 2002  | Benny Boom               | Nelly & Kelly Rowland                      |
| "Stole"                 | 2002  | Sanaa Hamri              | Kelly Rowland                              |
| "Can't Nobody"          | 2003  | Benny Boom               | Kelly Rowland                              |
| "Train on a Track"      | 2003  | Antti Jokinen            | Kelly Rowland                              |
| "Here We Go"            | 2005  | Nick Quested             | Trina (feat. Kelly Rowland)                |
| "Get Me Bodied"         | 2007  | Anthony Mandler, Beyoncé | Beyoncé (guest appearance)                 |
| "Like This"             | 2007  | Mike Ruiz                | Kelly Rowland (feat. Eve)                  |
| "Ghetto"                | 2007  | Andrew Gura              | Kelly Rowland (feat. Snoop Dogg)           |
| "Comeback"              | 2007  | Philip Andelman          | Kelly Rowland                              |
| "Work"                  | 2007  | Philip Andelman          | Kelly Rowland                              |
| "Daylight"              | 2007  | Jeremy Rall              | Kelly Rowland (feat. Travis McCoy)         |
| "No Future in the Past" | 2008  | Thierry Vergnes          | Nâdiya (& Kelly Rowland)                   |
| "No Substitute Love"    | 2008  | Jake McAfee              | Estelle (guest appearance)                 |
| "Breathe Gentle"        | 2009  | Gaetano Morbioli         | Tiziano Ferro (feat. Kelly Rowland)        |
| "When Love Takes Over"  | 2009  | Jonas Åkerlund           | David Guetta &h Kelly Rowland              |
| "Baby by Me"            | 2009  | Chris Robinson           | 50 Cent (feat. Ne-Yo) (guest appearance)   |
| "Everywhere You Go"     | 2010  | Andrew Wessels           | Kelly Rowland (& Rhythm of Africa)         |
| "Commander"             | 2010  | Masashi Muto             | Kelly Rowland (feat. David Guetta)         |
| "Rose Colored Glasses"  | 2010  | John "Rankin" Wadell     | Kelly Rowland                              |
| "Forever and a Day"     | 2010  | Sarah Chatfield          | Kelly Rowland                              |
| "Invincible"            | 2010  | Josh Kasselman           | Tinie Tempah (feat. Kelly Rowland)         |
| "Gone"                  | 2011  | Marc Klasfeld            | Nelly (feat. Kelly Rowland)                |
| "Motivation"            | 2011  | Sarah Chatfield          | Kelly Rowland (feat. Lil Wayne)            |
| "What a Feeling"        | 2011  | Frank Gatson             | Alex Gaudino & Kelly Rowland               |
| "Favor"                 | 2011  | Juwan Lee                | Lonny Bereal (feat. Kelly Rowland)         |
| "Lay It on Me"          | 2011  | Sarah Chatfield          | Kelly Rowland (feat. Big Sean)             |
| "Down for Whatever"     | 2011  | Sarah Chatfield          | Kelly Rowland (feat. The WAV.s)            |
| "Boo Thang"             | 2011  | Gil Green                | Verse Simmonds (feat. Kelly Rowland)       |
| "Party "                | 2011  | Alan Ferguson            | Beyoncé (feat. J. Cole) (guest appearance) |
| "Keep It Between Us"    | 2012  | David Dang,              | Kelly Rowland                              |
| "Heart Hattack"         | 2012  | Benny Boom               | Trey Songz (guest appearance)              |
| "Summer Dreaming"       | 2012  | Annick Wolfers           | Kelly Rowland                              |
| "How Deep Is Your Love" | 2012  | Juwan Lee                | Sean Paul feat. Kelly Rowland              |
| "Representin"           | 2012  | Christopher Sims         | Ludacris feat. Kelly Rowland               |
| "Mama Told Me"          | 2012  | Syndrome,                | Big Boi feat. Kelly Rowland                |
| "Ice"                   | 2012  | Mathew Rolston           | Kelly Rowland feat. Lil Wayne              |
| "Neva End (Remix)"      | 2012  | Eric White               | Future feat. Kelly Rowland                 |
| "Make Love to Me"       | 2012  | Frank Gatson             | Luke James (guest appearance)              |
| "Kisses Down Low"       | 2013  | Colin Tilley             | Kelly Rowland                              |